# Apospasta deprivata
Apospasta deprivata är en fjärilsart som beskrevs av Louis Beethoven Prout 1927. Apospasta deprivata ingår i släktet Apospasta och familjen nattflyn. Inga underarter finns listade i Catalogue of Life.